# Antonio Gutiérrez de León
Antonio Gutiérrez de León (Màlaga, 1831 - Màlaga, 1896) va ser un escultor espanyol del segle xix, de la saga malaguenya d'escultors Gutiérrez de León, net de Salvador Gutiérrez de León. Va ser germà de l'Arxiconfraria de la Sang de Màlaga. Encarna l'escultor acadèmic i titular de l'ensenyament artístic, servint-se de diferents llenguatges estètics: classicisme, romanticisme i historicisme. De la seva producció destaca la revitalització i renovació del llenguatge de l'escultor Pedro de Mena.
Algunes de les seves obres són: 
- La Virgen de la Amargura, de Màlaga (de forma quasi segura).
- Les talles de Sant Joan (1880), Maria Magdalena (1879) i la dolorosa en actitud sedent (1858) que figuraven -la Verge ho continua fent- als peus del Crist de la Sang, de l'Arxiconfraria de la Sang, de Màlaga.[2]
- La Virgen del Rosario en sus Misterios Dolorosos, de la Germandat de la Sentència, de Màlaga.[3]
- La Virgen de la Soledad de la Confraria de la Passió, de Fuengirola -aquesta dolorosa, com l'anterior, també va poder haver-la realitzat el seu avi, Salvador Gutiérrez de León-[4]
- Una de les anteriors talles de la Virgen de la Soledad de San Pablo (1867), de la Germandat del Santo Trasllado, de Màlaga -actualment a la Casa Germandat de la corporació-.